# Campeonato Sergipano de Futebol de 2011
O Campeonato Sergipano de Futebol de 2011 foi a 88º edição da divisão principal do campeonato estadual de Sergipe. A competição aconteceu de 6 de fevereiro a 5 de junho de 2011 e reuniu dez clubes.

## Formato
O campeonato é composto de três fases. Na primeira e na segunda, as dez equipes são divididas em dois grupos, A e B. Os clubes do Grupo A jogarão com os do Grupo B em partidas de ida e volta na primeira fase, que será chamada de Taça Cidade de Aracaju. As duas melhores equipes de cada grupo fazem um cruzamento olímpico e o campeão da fase garantirá uma vaga na final do campeonato. De modo semelhante, na segunda fase - a Taça Estado de Sergipe - os clubes jogarão contra os do seu próprio grupo, e os dois melhores de cada grupo também disputarão um cruzamento olímpico,o campeão disputará a Copa do Brasil de 2012. A terceira e última fase reunirá os campeões das fases anteriores em uma final com partidas de ida e volta.
As duas equipes que totalizarem o menor número de pontos, ao final do torneio, serão rebaixadas para o série A2 de 2012.

### Critérios de desempate
Os critério de desempate foram aplicados na seguinte ordem:
1. Maior número de vitórias
2. Maior saldo de gols
3. Maior número de gols pró (marcados)
4. Maior número de gols contra (sofridos)
5. Confronto direto
6. Sorteio

## Equipes participantes
| Equipe       | Cidade                   | Em 2010       | Estádio           | Capacidade | Títulos             |
| ------------ | ------------------------ | ------------- | ----------------- | ---------- | ------------------- |
| América      | Propriá                  | 5º (Série A1) | João Alves        | 8.200      | 2 (último em 2007)  |
| Confiança    | Aracaju                  | 2º (Série A1) | Batistão          | 14.000     | 17 (último em 2009) |
| Estanciano   | Estância                 | 2º (Série A2) | Francão           | 8.000      | 0 (não possui)      |
| Guarany      | Porto da Folha           | 7º (Série A1) | Caio Feitosa      | 3.000      | 0 (não possui)      |
| Itabaiana    | Itabaiana                | 4º (Série A1) | Presidente Médici | 11.000     | 9 (último em 2005)  |
| Olímpico     | Itabaianinha             | 3º (Série A1) | Souzão            | 2.000      | 0 (não possui)      |
| River Plate  | Carmópolis               | 1º (Série A1) | Fernando França   | 2.500      | 1 (em 2010)         |
| São Domingos | São Domingos             | 6º (Série A1) | Arnaldão          | 2.000      | 0 (não possui)      |
| Sergipe      | Aracaju                  | 8º (Série A1) | Batistão          | 14.000     | 31 (último em 2003) |
| Socorrense   | Nossa Senhora do Socorro | 1º (Série A2) | Lelezão           | 3.000      | 0 (não possui)      |

## Transmissão
Em dezembro de 2009, a TV Atalaia firmou parceria com a Federação Sergipana de Futebol para a transmissão de partidas da competição, além de também garantir para si o direito de exibição das duas edições seguintes, em 2011 e 2012.
A programação dos jogos a serem transmitidos pode ser acompanhado pelo endereço eletrônico: http://itabi.infonet.com.br/fsf/images/documentos/tabela_a1_2011.pdf
As transmissões também podem ser acessadas online pelo site oficial: http://www.atalaiaagora.com.br/aovivo.php
Os investimentos das emissões televisivas se justificam na reação legítima na tentativa de trazer maior visibilidade do campeonato local ao torcedor sergipano. Tal esforço se dá frente ao monopólio histórico das transmissões dos campeonatos do Sudeste do país que são impostos no estado de Sergipe por meio de outras emissoras televisivas de controle da audiência nacional.

## Primeira fase

### Etapa de grupos da primeira fase

#### Grupo A
| Pos. | Equipe             | Pts | J  | V | E | D | GP | GC | SG |
| ---- | ------------------ | --- | -- | - | - | - | -- | -- | -- |
| 1    | São Domingos       | 17  | 10 | 5 | 2 | 3 | 12 | 7  | 5  |
| 2    | Guarany-SE         | 16  | 10 | 4 | 4 | 2 | 13 | 13 | 0  |
| 3    | Confiança          | 14  | 10 | 3 | 5 | 2 | 16 | 13 | 3  |
| 4    | Itabaiana          | 12  | 10 | 2 | 6 | 2 | 9  | 8  | 1  |
| 5    | América de Propriá | 10  | 10 | 3 | 1 | 6 | 12 | 18 | -6 |

#### Grupo B
| Pos. | Equipe         | Pts | J  | V | E | D | GP | GC | SG |
| ---- | -------------- | --- | -- | - | - | - | -- | -- | -- |
| 1    | River Plate-SE | 16  | 10 | 4 | 4 | 2 | 15 | 11 | 4  |
| 2    | Socorrense     | 14  | 10 | 4 | 2 | 4 | 14 | 16 | -2 |
| 3    | Olímpico       | 12  | 10 | 3 | 3 | 4 | 9  | 10 | -1 |
| 4    | Sergipe        | 11  | 10 | 2 | 5 | 3 | 11 | 13 | -2 |
| 5    | Estanciano     | 10  | 10 | 2 | 4 | 3 | 10 | 12 | -2 |

### Cruzamento olímpico da primeira fase
|  | Semifinais     | Semifinais   | Semifinais | Semifinais |       |                | Final | Final | Final | Final |
|  |                |              |            |            |       |                |       |       |       |       |
|  | River Plate-SE | 1            | 1          | 2          |       |                |       |       |       |       |
|  | Guarany-SE     | 1            | 0          | 1          |       |                |       |       |       |       |
|  | Guarany-SE     | 1            | 0          | 1          |       | River Plate-SE | 2     | 1     | 3 (5) |       |
|  |                |              |            |            |       | River Plate-SE | 2     | 1     | 3 (5) |       |
|  |                | São Domingos | 2          | 1          | 3 (4) |                |       |       |       |       |
|  | São Domingos   | São Domingos | 2          | 1          | 3 (4) | 0              | 2     | 2     |       |       |
|  | São Domingos   |              |            |            |       | 0              | 2     | 2     |       |       |
|  | Socorrense     | 1            | 1          | 2          |       |                |       |       |       |       |

| River Plate-SE Campeão da Taça Cidade de Aracaju 2011 |

#### Semifinais
Jogos de ida
| 23 de março | Guarany-SE | 1 – 1  | River Plate-SE | Estádio Caio Feitosa, Porto da Folha |
| 15:15       | Curel 9'   | súmula | Bebeto 63'     | Árbitro: SE Frederico Alves Durães   |

| 23 de março | Socorrense | 1 – 0  | São Domingos | Estádio Lelezão, Nossa Senhora do Socorro |
| 21:00       | Alex 69'   | súmula |              | Árbitro: SE Eduardo de Santana Nunes      |

Jogos de volta
| 26 de março | River Plate-SE     | 1 – 0  | Guarany-SE | Estádio Fernando França, Carmópolis |
| 15:00       | Raphael Freitas 9' | súmula |            | Árbitro: SE Antônio Hora Filho      |

| 27 de março | São Domingos           | 2 – 1  | Socorrense | Estádio Arnaldo Pereira, São Domingos    |
| 15:15       | Eduardo 10' · Alex 89' | súmula | Alex 88'   | Árbitro: SE Claudionor dos Santos Júnior |

#### Final
A primeira partida da final foi disputada em Carmópolis. A equipe da casa saiu na frente com um gol de Raphael Freitas ainda no primeiro tempo e, aos 10 minutos da etapa complementar, Bibi ampliou a vantagem do River. Mas o São Domingos reagiu e conseguiu o empate na cobrança de falta do goleiro Ivan e na cabeçada de Tito. Com este empate por 2 a 2 e um novo empate, desta vez por 1 a 1 na segunda partida, a decisão ficou para os pênaltis. No tempo normal, os gols aconteceram no segundo tempo: Lelê marcou para o São Domingos, enquanto Bebeto fez para o River Plate. A equipe de Carmópolis sagrou-se campeã da primeira fase ao vencer nos pênaltis por 5 a 4. Resultado que classificou o River para a Copa do Brasil de 2012 e para a final do estadual.
Jogo de ida
| 30 de março   | River Plate-SE                       | 2 – 2  | São Domingos        | Estádio Fernando França, Carmópolis        |
| 21:00 (UTC−3) | Raphael Freitas 10' · Bibi 55' (pen) | súmula | Ivan 83' · Tito 88' | Árbitro: SE Cláudio Francisco Lima e Silva |

Jogo de volta
| 3 de abril    | São Domingos | 1 – 1  | River Plate-SE | Estádio Arnaldo Pereira, São Domingos         |
| 15:15 (UTC−3) | Lelê 47'     | súmula | Bebeto 49'     | Público: 1 574 Árbitro: SE Antônio Hora Filho |

|                                        |       | Penalidades                                        |  |
| André Saúde Marquinhos Romão Lelê Ivan | 4 – 5 | Bibi Raphael Freitas Éder Richartz Wallace Váldson |  |

## Segunda fase

### Etapa de grupos da segunda fase

#### Grupo A
| Pos. | Equipe             | Pts | J | V | E | D | GP | GC | SG  |
| ---- | ------------------ | --- | - | - | - | - | -- | -- | --- |
| 1    | Confiança          | 14  | 8 | 3 | 5 | 0 | 15 | 8  | 7   |
| 2    | São Domingos       | 12  | 8 | 2 | 6 | 0 | 9  | 4  | 5   |
| 3    | Guarany-SE         | 9   | 8 | 2 | 3 | 3 | 6  | 16 | -10 |
| 4    | Itabaiana          | 9   | 8 | 1 | 6 | 1 | 9  | 5  | 4   |
| 5    | América de Propriá | 5   | 8 | 1 | 2 | 5 | 8  | 14 | -6  |

#### Grupo B
| Pos. | Equipe         | Pts | J | V | E | D | GP | GC | SG |
| ---- | -------------- | --- | - | - | - | - | -- | -- | -- |
| 1    | River Plate-SE | 17  | 8 | 5 | 2 | 1 | 23 | 5  | 18 |
| 2    | Sergipe        | 12  | 8 | 3 | 3 | 2 | 9  | 12 | -3 |
| 3    | Olímpico       | 10  | 8 | 3 | 1 | 4 | 8  | 12 | -4 |
| 4    | Estanciano     | 8   | 8 | 1 | 5 | 2 | 7  | 13 | -6 |
| 5    | Socorrense     | 6   | 8 | 1 | 3 | 4 | 6  | 11 | -5 |

### Cruzamento olímpico da segunda fase
|  | Semifinais     | Semifinais   | Semifinais | Semifinais |   |         | Final | Final | Final | Final |
|  |                |              |            |            |   |         |       |       |       |       |
|  | Confiança      | 2            | 1          | 3          |   |         |       |       |       |       |
|  | Sergipe        | 3            | 2          | 5          |   |         |       |       |       |       |
|  | Sergipe        | 3            | 2          | 5          |   | Sergipe | 0     | 1     | 1     |       |
|  |                |              |            |            |   | Sergipe | 0     | 1     | 1     |       |
|  |                | São Domingos | 2          | 3          | 5 |         |       |       |       |       |
|  | River Plate-SE | São Domingos | 2          | 3          | 5 | 0       | 1     | 1     |       |       |
|  | River Plate-SE |              |            |            |   | 0       | 1     | 1     |       |       |
|  | São Domingos   | 1            | 1          | 2          |   |         |       |       |       |       |

| São Domingos Campeão da Taça Estado de Sergipe 2011 |

#### Semifinais
Jogos de ida
| 15 de maio | Sergipe                              | 3 – 2  | Confiança        | Estádio Batistão, Aracaju      |
| 16:00      | Rafael Grampola 9', 17' · Thiago 14' | súmula | Roberto 45', 84' | Árbitro: SE Antônio Hora Filho |

| 15 de maio | São Domingos | 1 – 0  | River Plate-SE | Estádio Arnaldão, São Domingos           |
| 15:15      | Shalon 84'   | súmula |                | Árbitro: SE Claudionor dos Santos Júnior |

Jogos de volta
| 18 de maio | Confiança          | 1 – 2  | Sergipe                          | Estádio Batistão, Aracaju           |
| 21:00      | Júnior Mineiro 74' | súmula | Rafael Grampola 23' · Thiago 66' | Árbitro: SP Luiz Flávio de Oliveira |

| 18 de maio | River Plate-SE | 1 – 1  | São Domingos | Estádio Fernando França, Carmópolis        |
| 21:00      | Almir 53'      | súmula | Lucas 82'    | Árbitro: SE Cláudio Francisco Lima e Silva |

#### Final
Jogo de ida
| 22 de maio | São Domingos           | 2 – 0  | Sergipe | Estádio Arnaldão, São Domingos    |
| 15:15      | Nivaldo 54' · Tito 60' | súmula |         | Árbitro: SE Rogério Lima da Rocha |

Jogo de volta
| 28 de maio | Sergipe    | 1 – 3  | São Domingos                           | Estádio Batistão, Aracaju                  |
| 15:00      | Thiago 90' | súmula | André Saúde 15', 83' · Fernandinho 66' | Árbitro: SE Cláudio Francisco Lima e Silva |

## Terceira fase (Fase final)
Jogo de ida
| 1 de junho | River Plate-SE                                 | 3 - 0  | São Domingos | Estádio Batistão, Aracaju         |
| 21:00      | Fábio Júnior 40', 55' · Cristiano Alagoano 74' | súmula |              | Árbitro: SE Rogério Lima da Rocha |

Jogo de volta
| 5 de junho | São Domingos | 1 - 1  | River Plate-SE | Estádio Batistão, Aracaju                  |
| 16:00      | Nivaldo 2'   | súmula | Arghus 90'     | Árbitro: SE Cláudio Francisco Lima e Silva |

## Premiação
| Campeonato Sergipano de 2011    |
| ------------------------------- |
| River Plate Campeão (2º título) |

### Melhores do Ano
Mais uma vez a Federação Sergipana de Futebol (FSF), em parceira com a Associação dos Cronistas Desportivos de Sergipe (ACDS), promoveram no dia 11 de junho, isto é, logo após o encerramento do Sergipão 2011, a festa dos “Melhores do Ano”. Foi um evento sócio-esportivo que reuniu em um clube social da capital sergipana, os destaques da competição de futebol profissional.
Um dos grandes homenagiados pelo crescente sucesso da competição foi o governador vigente Marcelo Déda.

#### Lista de premiados
- Craque do Campeonato: Rafael Grampola (Sergipe)

- Craque da Galera: Cristiano Alagoano (River Plate-SE)

- Craque Revelação Wallace (Sergipe)

- Seleção do campeonato:
  - Goleiro: Ivan  (São Domingos)
  - Zagueiros:  Váldson (River Plate-SE) e Romão (São Domingos).
  - Laterais:   Pedrinho (River Plate-SE) e Tito (São Domingos).
  - Volantes: Fernando Pilar (River Plate-SE) e  Marquinhos (São Domingos).
  - Meio-campistas: Lelê (São Domingos) e Tiago (Sergipe).
  - Atacantes: Bibi (River Plate-SE) e Rafael Grampola (Sergipe).

- Artilheiro: Rafael Grampola (Sergipe)

- Melhor técnico: Luiz Pondé (São Domingos)

- Melhor árbitro: Antonio Hora Filho

- - Árbitro Revelação Eduardo de Santana Nunes

- Melhor assistente (árbitro): Ailton Farias da Silva e Cleriston Cley Barreto Rios

- Goleiro menos vazado: Érico (Itabaiana)

- Presidente: Ernando Rodrigues (River Plate-SE)

- Diretor de Futebol: Fernando França (River Plate-SE)

- Supervisor: Nelson Lima (River Plate-SE)

- Preparador Físico: Paulo Sérgio (River Plate-SE)

- Preparador de Goleiros: João José (Itabaiana)

- Médico: Luiz Alberto de Pádua (Sergipe)

- Massagista: Antonio Feitosa (Cascatinha) (River Plate-SE)

- Mordomo: Paulo César (Sergipe)

- Homenageado: Marcelo Déda

- Clube homenageado: River Plate-SE, por ganhar maior destaque em âmbito local e nacional.

## Classificação Geral
- Atualizada até 5 de junho

| Pos. | Equipe             | Pts | J  | V  | E  | D  | GP | GC | SG  |
| ---- | ------------------ | --- | -- | -- | -- | -- | -- | -- | --- |
| 1    | River Plate-SE     | 43  | 25 | 11 | 10 | 4  | 47 | 22 | 25  |
| 2    | São Domingos       | 44  | 27 | 11 | 11 | 5  | 33 | 21 | 12  |
| 3    | Sergipe            | 29  | 22 | 7  | 8  | 7  | 26 | 33 | -7  |
| 4    | Confiança          | 28  | 20 | 6  | 10 | 4  | 34 | 26 | 8   |
| 5    | Guarany-SE         | 26  | 20 | 6  | 8  | 6  | 20 | 31 | -11 |
| 6    | Socorrense         | 23  | 20 | 6  | 5  | 9  | 22 | 29 | -7  |
| 7    | Olímpico           | 22  | 18 | 6  | 4  | 8  | 17 | 22 | -5  |
| 8    | Itabaiana          | 21  | 18 | 3  | 12 | 3  | 18 | 13 | 5   |
| 9    | Estanciano         | 18  | 18 | 3  | 9  | 6  | 17 | 25 | -8  |
| 10   | América de Propriá | 15  | 18 | 4  | 3  | 11 | 20 | 32 | -12 |